# Badús d'Aura
Badús (francès Bazus-Aure) és un municipi francès del department dels Alts Pirineus, a la regió d'Occitània.

## Demografia
| 1962                                       | 1968 | 1975 | 1982 | 1990 | 1999 | 2007 |
| ------------------------------------------ | ---- | ---- | ---- | ---- | ---- | ---- |
| 118                                        | 122  | 101  | 112  | 112  | 118  | 138  |
| Des de 1962: població sense dobles comptes |      |      |      |      |      |      |

## Administració
| Període | Identitat     | Partit |
| ------- | ------------- | ------ |
| 2001-   | Hélène Malère |        |